# Jordi Grau Sogas
Jordi Grau Sogas (Barcelona, 31 de juliol de 1981) és un ciclista català, que fou professional del 2005 al 2007.

## Palmarès
- 2000
  - 1r a la San Pedro Proba
- 2004
  - 1r a la Volta a Albacete
  - 2n a la Volta a Extremadura
- 2005
  - 2n al Gran Premi Abimota
- 2006
  - 1r al Gran Premi Internacional CTT Correios de Portugal i vencedor d'una etapa